# Aaron Dobson
(en) Statistiques sur pro-football-reference
Aaron Dobson (né le 13 juin 1991[réf. nécessaire]) est un joueur de football américain évoluant au poste de wide receiver pour les Patriots de la Nouvelle-Angleterre en National Football League (NFL). Il a joué à l'Université Marshall et était considéré comme l'un des meilleurs jeunes receveurs à entrer dans la draft 2013 de la NFL.

## Biographie sportive

### Université Marshall
Aaron Dobson réussit 165 réception en trois années dans l'équipe de football américain de l'Université Marshall de 2009 à 2012, progressant de 2 398 yards et inscrivant 24 touchdowns.
Dobson marque un touchdown en réceptionnant une passe avec une seule main. Il réussit la deuxième plus belle action de l'année selon ESPN et attire les regards des médias.

### Patriots de la Nouvelle-Angleterre
Dobson est sélectionné au deuxième tour de la draft 2013 de la NFL, 59e rang au total, par les Patriots de la Nouvelle-Angleterre.

### Detroit Lions
Le 21 septembre 2016, Dobson signe pour les Detroit Lions. Il est coupé le 24 septembre. Le 27 septembre il est re-signé par les Lions, puis coupé à nouveau le 8 octobre 2016.

### Arizona Cardinals
Le 5 janvier 2017, Dobson signe pour les Arizona Cardinals. Il est placé sur la liste des blessés le 2 septembre. puis coupé le 6 septembre.

### Statistiques
| Année | Team  | MJ | REC | YDS | MOY  | YDS/M | LONG | TD | 20+ | 40+ | 1ST | FUM |
| ----- | ----- | -- | --- | --- | ---- | ----- | ---- | -- | --- | --- | --- | --- |
| 2013  | NE    | 12 | 37  | 519 | 14.0 | 43.2  | 81   | 4  | 6   | 2   | 25  | 1   |
| 2014  | NE    | 4  | 3   | 38  | 12.7 | 9.5   | 16   | 0  | 0   | 0   | 2   | 0   |
| 2015  | NE    | 8  | 13  | 141 | 10.8 | 17.6  | 24   | 0  | 1   | 0   | 9   | 0   |
| Total | Total | 24 | 53  | 698 | 13.2 | 34.8  | 81   | 4  | 7   | 2   | 36  | 1   |